# A Mormon Maid
A Mormon Maid es una película muda estadounidense de 1917 dirigida por Robert Z. Leonard y escrita por Charles Sarver y Paul West. Es protagonizada por Mae Murray, Frank Borzage, Hobart Bosworth, Edythe Chapman, Noah Beery Sr. y Richard Henry Cummings. La película fue estrenada el 22 de abril de 1917, por Paramount Pictures.
Según la Biblioteca del Congreso de Estados Unidos, la película sobrevive íntegramente en copias de 35 mm y 16 mm en sus almacenes y en el UCLA Film and Television Archive respectivamente.

## Sinopsis
Dora (Mae Murray) y su familia son atacados por nativos americanos, pero ella y su madre logran ser rescatados por una comunidad mormona que se dirigen a Utah, razón por la cual se unen a la caravana. Posteriormente es pretendida por un joven y un anciano de la comunidad, lo cual no puede tolerar su madre y decide suicidarse. Ante esto, Dora tiene que tomar una decisión que afecta su futuro.

## Reparto
| Actor                  | Personaje      |
| ---------------------- | -------------- |
| Mae Murray             | Dora           |
| Frank Borzage          | Tom Rigdon     |
| Hobart Bosworth        | John Hogue     |
| Edythe Chapman         | Nancy Hogue    |
| Noah Beery, Sr.        | Darius Burr    |
| Richard Henry Cummings | León del Señor |

## Recepción
Como muchas de las películas estadounidenses de su época, A Mormon Maid fue objeto de censura cinematográfica por parte de los cines de Estados Unidos, por lo cual tuvo que ser editada para poder ser proyectada. El Comité de Censura de Chicago realizó dos cortes en los subtítulos: «no soy un (–)» y «te has burlado de nuestra fe (–) ahora pagarás». Muchos pueblos recibieron a la película con brazos abiertos, malinterpretándola como una denuncia al mormonismo y sus prácticas religiosas. Un periódico llegó incluso a relacionar la película con el Ku Klux Klan.